# Эбина
Эбина (яп. 海老名市 Эбина-си) — город в Японии, находящийся в префектуре Канагава. Площадь города составляет 26,48 км², население — 129 181 человек (1 августа 2014), плотность населения — 4878,44 чел./км².

## Географическое положение
Город расположен на острове Хонсю в префектуре Канагава региона Канто. С ним граничат города Дзама, Ацуги, Ямато, Аясе, Фудзисава и посёлок Самукава.

## Население
Население города составляет 129 181 человек (1 августа 2014), а плотность — 4878,44 чел./км². Изменение численности населения с 1980 по 2005 годы:
| 1980 | 77 498 чел.  |  |
| 1985 | 93 159 чел.  |  |
| 1990 | 105 822 чел. |  |
| 1995 | 113 430 чел. |  |
| 2000 | 117 519 чел. |  |
| 2005 | 123 764 чел. |  |

## Символика
Деревом города считается самшит мелколистный, цветком — Rhododendron indicum, птицей — китайская зеленушка.

## Города-побратимы
- Сироиси, Япония (1991)